# Пшитоцько
Пшитоцько (пол. Przytocko, нім. Pritzig) — село в Польщі, у гміні Кемпиці Слупського повіту Поморського воєводства.
Населення — 378 осіб (2011).
У 1975—1998 роках село належало до Слупського воєводства.

## Демографія
Демографічна структура станом на 31 березня 2011 року:
|          | Загалом | Допрацездатний вік | Працездатний вік | Постпрацездатний вік |
| -------- | ------- | ------------------ | ---------------- | -------------------- |
| Чоловіки | 252     | 54                 | 181              | 17                   |
| Жінки    | 126     | 32                 | 66               | 28                   |
| Разом    | 378     | 86                 | 247              | 45                   |